# 贝勒布吕讷
贝勒布吕讷（法語：Bellebrune，法語發音：[bɛlbʁyn]）是法国上法蘭西大區加来海峡省的一个市镇，属于滨海布洛涅区。

## 地理
贝勒布吕讷（50°43'37"N, 1°46'28"E）面积5.32 平方千米，位于法国上法蘭西大區加来海峡省，该省份为法国北部沿海省份，西北濒北海，南至索姆省，东临北部省。
与贝勒布吕讷接壤的市镇（或旧市镇、城区）包括：科朗贝尔、勒瓦斯特、拉卡佩勒莱布洛涅、阿兰克坦、班克坦、贝勒和乌勒福尔、克雷马雷。

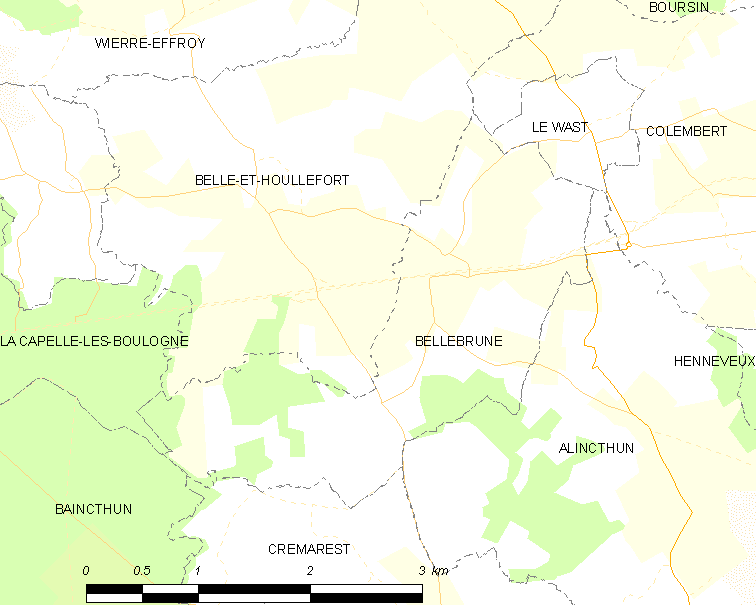
贝勒布吕讷的OSM定位图

贝勒布吕讷的时区为UTC+01:00、UTC+02:00（夏令时）。

## 行政
贝勒布吕讷的邮政编码为62142，INSEE市镇编码为62104。

## 政治
贝勒布吕讷所属的省级选区为代夫勒县。

## 人口

1962-2008年间贝勒布吕讷人口变化图示

贝勒布吕讷于2022年1月1日时的人口数量为429人。